# Synagoge (Bad Breisig)
Die Synagoge in Bad Breisig im rheinland-pfälzischen Landkreises Ahrweiler stand im heutigen Ortsteil Niederbreisig in der damaligen Biergasse 146. Sie befand sich im Obergeschoss eines Privathauses, dass 1892 verkauft wurde.

## Geschichte
Im Jahr 1854 wird erstmals ein Betsaal erwähnt. Dieser befand sich im Privathaus von Abraham Wolff und wurde zu diesem Zeitpunkt bereits seit ca. 100 Jahre genutzt. Im Jahr 1854 wurde das Gebäude allerdings öffentlich versteigert und konnte in der Folge nicht mehr von der jüdischen Gemeinde genutzt werden. Daraufhin beschlossen die jüdischen Gemeindemitglieder eine neue Synagoge zu bauen. Da die jüdische Gemeinde nicht über die notwendigen finanziellen Mittel verfügte, beantrage sie bei der zuständigen Regierungsstelle in Koblenz die Erlaubnis eine Hauskollekte in anderen Synagogengemeinden durchzuführen zu dürfen. Der am 21. November 1854 eingereichte Antrag wurde bereits am 11. Dezember 1854 abgelehnt. Als Begründung wurde sowohl die zu geringe Zahl an Gemeindemitgliedern, als auch die Tatsache, dass ein ähnlich gelagerter Fall vor kurzem ebenso abgelehnt worden war, angeführt. Daraufhin richtete Theodor Berger, der später auch Gemeindevorsteher war, in seinem gerade erbauten Wohnhaus in der damaligen Biergasse 146 im Obergeschoss einen großen Betsaal ein. Nach Bergers Tod im Jahre 1892 wurde das Gebäude von seiner Witwe verkauft. Danach wird kein Betsaal mehr in Niederbreisig erwähnt.

## Gebäude
Heute sind keine Quellen mehr vorhanden, die über die Architektur des Gebäudes Auskunft geben könnten. Bekannt ist lediglich, dass sich der Betsaal im Obergeschoss des Wohnhauses der Familie Berger befand und über eine Frauenempore verfügte.

## Jüdische Gemeinde Bad Breisig
Die jüdische Gemeinde umfasste die jüdischen Einwohner der Orte Niederbreisig, Oberbreisig und Rheineck (heute Stadtteile von Bad Breisig) und ab dem 19. Jahrhundert auch die jüdischen Einwohner von Brohl. Ihre Wurzeln reichen in das 14. Jahrhundert zurück. Die Gemeinde bestand bis 1940.